# Полюдово (Вологодская область)
Полюдово — деревня в Бабушкинском районе Вологодской области.
Входит в состав Рослятинского сельского поселения (с 1 января 2006 года по 8 апреля 2009 года входила в Жубрининское сельское поселение), с точки зрения административно-территориального деления — в Жубрининский сельсовет.
Расстояние до районного центра села имени Бабушкина по автодороге составляет 80 км, до центра муниципального образования Рослятино по прямой — 3 км. Ближайшие населённые пункты — Жубрино, Лиственка, Попово.
Население по данным переписи 2002 года — 87 человек (43 мужчины, 44 женщины). Преобладающая национальность — русские (97 %).